# Delias kummeri
Delias kummeri é uma borboleta da família Pieridae. Foi descrita por Carl Ribbe em 1900. É encontrada na Nova Guiné.
A envergadura é de cerca de 42-50 milímetros.

## Subespécies
- D. k. kummeri (rio Aroa, Papua Nova Guiné)
- D. k. athena Yagishita, 1993 (Fakfak, Irian Jaya)
- D. k. Chiekoae Nakano, 1995 (Mapia, Montanhas Weyland, Irian Jaya)
- D. k. Fumosa Roepke, 1955 (Rio Araucária, Irian Jaya)
- D. k. highlandensis Yagishita, 1993 (Terras Altas Centrais, Papua Nova Guiné)
- D. k. Yagishita de rouffaer, 1993 (montanhas centrais, Irian Jaya)
- D. k. similis Talbot, 1928 (montanhas Arfak, Irian Jaya)